# Droga w Auvers po deszczu
Droga w Auvers po deszczu (hol. Landschap met rijtuigje en trein op de achtergrond, ang. Landscape with Carriage and Train in the Background lub Landscape at Auvers after the Rain) – obraz olejny (nr kat.: F 760, JH 2019) Vincenta van Gogha namalowany w czerwcu 1890 podczas jego trzymiesięcznego pobytu w miejscowości Auvers-sur-Oise, położonej na północ od Paryża.

## Historia
W maju 1890 Vincent van Gogh po rocznym pobycie w Saint-Rémy przybył do Auvers-sur-Oise. Obaj z bratem Theo zgodzili się, że będzie to najlepsze rozwiązanie, jeżeli będą mieszkać niedaleko od siebie. Vincent van Gogh znalazł dodatkowo w tym miejscu opiekę doktora Paula Gacheta. W lipcu tego samego roku popełnił samobójstwo.

## Opis
Van Gogh dokładnie opisał malowany przez siebie obraz w liście do siostry Willeminy, napisanym 13 czerwca 1890:

Wczoraj podczas deszczu namalowałem duży pejzaż, ukazujący daleko, jak okiem sięgnąć pola, widziane z wysoka, różne rodzaje zielonej roślinności, pole z kartoflami w melancholijnej zieleni, pośrodku regularnych grządek żyzna, fioletowa ziemia, po jednej stronie kwitnące biało pole grochu, potem pole koniczyny z różowymi kwiatami i z figurką kosiarza, pole długiej i dojrzałej trawy, nieco czerwonawej w odcieniu, potem [pole] pszenicy, topole, na horyzoncie ostatnia linia błękitnych wzgórz, u podnóża których przejeżdża właśnie pociąg, zostawiający za sobą, ponad zielenią, ogromny ogon białego dymu. Płótno przecina biała droga. Na drodze mały powóz, a przy drodze białe domy z szorstkimi, czerwonymi dachami. Całość przecinają szare i niebieskie smugi delikatnej mżawki.

Krajobraz północnej Francji, z którym van Gogh zetknął się po kilku latach pobytu w Prowansji, bardzo się różnił od tego na południu. Żeby się do tego dostosować, artysta zmienił kolory swojej palety. Ale nawet jeśli tonacja wydaje się tu nieco chłodniejsza, to motywy pejzażowe namalowane w Auvers mają to samo bogactwo czystych barw kładzionych w ten sam sposób, który artysta rozwinął w Arles i St-Rémy. Obraz jest zdominowany przez odcienie błękitne skontrastowane z czerwonymi dachami domów.